# Башня Сапожника
Башня Сапожника — одна из боевых башен Выборгского замка, средневековый памятник фортификации, входящий в комплекс музейных помещений.

## История
Возведенная в XV веке Башня Сапожника не была соединена с Главным корпусом замка и играла роль передней линии обороны с восточной стороны. Первоначальная башня приблизительно на шесть метров скрыта землей, поскольку при насыпке валов в XVI веке уровень земли на Замковом острове был существенно повышен, соответственно уровень первого яруса находится под землёй. При археологических раскопках южном фасаде была вскрыта бойница доогнестрельного облика, фиксирующая не менее, чем второй боевой ярус постройки.
Свое название башня получила, предположительно, из-за расположения в ней мастерской сапожника. Отдельно стоящая башня находилась на достаточном расстоянии от жилых помещений и на самом проветриваемом ветрами месте, так что неприятный запах обрабатываемой кожи не беспокоил их обитателей.
После 1580 года башня была соединена главным жилым корпусом, достроили верхний этаж из кирпича и возвели проездную арку для сохранения сообщения между дворами замка. После проведения работ башня стала выступающим жилым флигелем Главного корпуса замка и окончательно утратила своё оборонительное значение и перестала фигурировать в хозяйственных отчетах замка.
Стены здания выложены из гранитных валунов и блоков, кладка арочных ворот выполнены из и карнизы кирпича. Кладка XV—XVI веков сохранилась лишь на уровне подоконников второго яруса башни, верхняя часть башни была отстроена заново из кирпича и облицована гранитными блоками в ходе реконструкции замка 1891—1891 годов.
Археологические исследования здесь проводились в 1980-е годы экспедицией Вячеслава Тюленева, а затем в 2016 году — в связи с подготовкой проекта реконструкции главного корпуса музея.

## Примечание
1. ↑  Тюленев В.А. Изучение Старого Выборга. ИИМК РАН. Дата обращения: 22 августа 2021. Архивировано 6 августа 2021 года.
2. ↑  Достопримечательности Выборгского замка. Выборгский объединённый музей-заповедник. Дата обращения: 22 августа 2021. Архивировано 6 августа 2021 года.
3. ↑  Подскребаева Ю.Л. Выборгский замок. Башня Сапожника. Газета Выборг. 22.09.2020. Дата обращения: 22 августа 2021. Архивировано 22 августа 2021 года.